# Asschat
Asschat is een buurtschap in de gemeente Leusden, in de Nederlandse provincie Utrecht.
De buurtschap is in het westen gescheiden van de bebouwde kom van Leusden door het Valleikanaal. Verder naar het oosten, richting Achterveld, ligt de huizengroep Snorrenhoef. Asschat ligt rond de Asschatterweg en de Laapeerseweg. De naam Asschat (1696): af-schede, 'afscheiding', duidt op een oude grenslijn.